# Lauhata
Lauhata ist ein osttimoresischer Suco im Verwaltungsamt Bazartete (Gemeinde Liquiçá).

## Geographie
Lauhata liegt im Nordwesten des Verwaltungsamts. Westlich liegt der Suco Maumeta, südwestlich der Suco Metagou, südlich der Suco Fatumasi und östlich der Suco Motaulun. Im Norden liegt die Straße von Ombai. Aus Maumeta kommend treffen die Flüsse Hatunapa und Nunupupolo an der Grenze zu Maumeta aufeinander und bilden den Carbutaeloa, der schließlich weiter nördlich in die Straße von Ombai mündet. Einem Teil der Grenze zu Motaulun bildet der Failebo, der ebenfalls in der Straße von Ombai endet. Lauhata hat eine Fläche von 16,92 km² und teilt sich in die fünf Aldeias Caimegulo (Caimegi Ulu, Kamalehou), Camalehou (Kamalehou), Pissu Craic (Pisukaraik, Pissucaraik, Pissukaraik, Pisu Karaik), Pissu Leten (Pissuleten) und Raucassa (Raukasa, Raucasa, Rauhassa). Markant ist die Landspitze von Inur Pilila.
Östlich des Hatunapa liegt im Südwesten das Dorf Camalehou. Östlich der Mündung des Carbutaeloas liegt der Ort Pissu Craic, während westlich davon Ausläufer der Vila de Liquiçá liegen. Pissu Leten, Caimegi und Kumahu befinden sich im Süden. Westlich der Mündung des Failebo liegt die Ortschaft Raucassa und im Osten Caimegulo. An der Grenze zwischen den Aldeias Raucassa und Pissu Leten befindet sich auf dem Bergrücken des Foho Sabayana der kleine Ort Sabayana. Der Sitz des Sucos befindet sich im Westen von Raucassa. Grundschulen gibt es in Raucassa und Pissu Craic.
29 km westlich von Dili liegen an der Küste im Ort Raucassa die Ruinen von Ai Pelo, eines portugiesischen Gefängnisses aus dem 19. Jahrhundert. Die auffälligen Ruinen sind heute eine Sehenswürdigkeit für Touristen. Der Bubble Beach, an der Küste von Raucassa, ist ein beliebtes Tauchgebiet. Seinen Namen hat er von vulkanischen Gasen, die unter Wasser hervortreten.

## Einwohner
Im Suco leben 4.587 Einwohner (2022), davon sind 2.283 Männer und 2.304 Frauen. Im Suco gibt es 749 Haushalte. Fast 77 % der Einwohner geben Tokodede als ihre Muttersprache an. 17 % sprechen Tetum Prasa, knapp 4 % Mambai und Minderheiten Kemak oder Baikeno.

## Geschichte

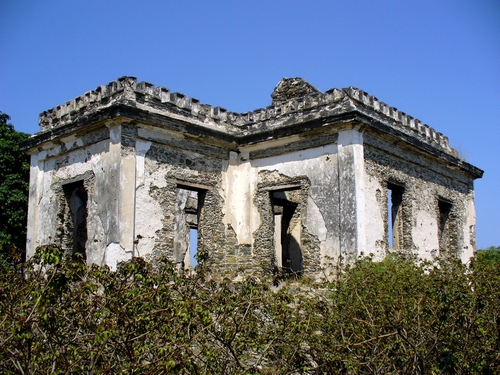
Das Gefängnis Ai Pelo

1889 wurden in Ai Pelo eine Zollstation und das Gefängnis errichtet.
Ende 1979 befand sich in Raucassa ein indonesisches Transit Camp für Osttimoresen, die zur besseren Kontrolle von den Besatzern umgesiedelt werden sollten.

## Politik

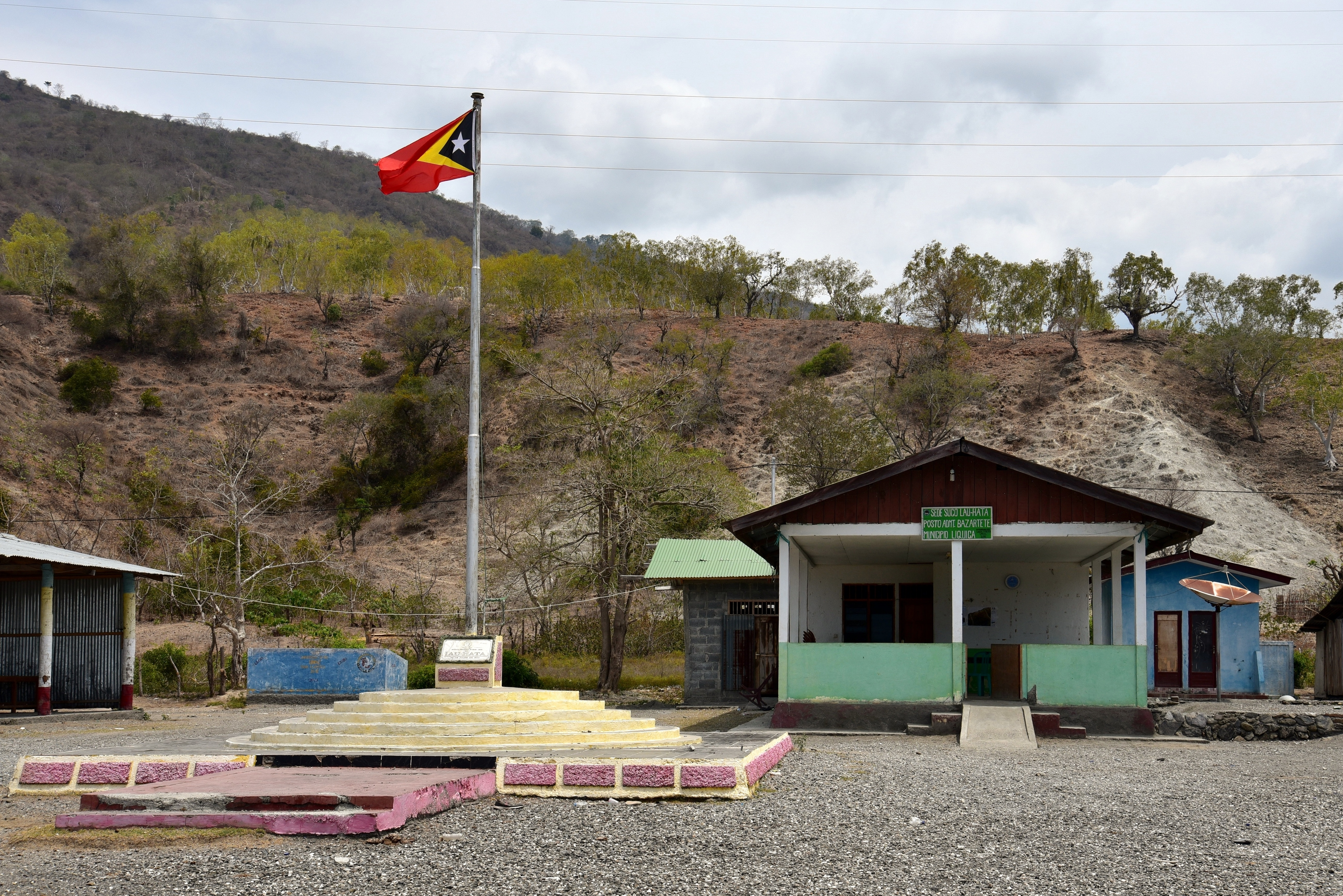
Sitz des Sucos

Bei den Wahlen von 2004/2005 wurde José dos Santos Barreto zum Chefe de Suco gewählt. Bei den Wahlen 2009 gewann Emilio Barreto und 2016 Daniel dos Santos. Er wurde 2023 in seinem Amt bestätigt.

## Persönlichkeiten
- Felixberto (Felisberto) Maria dos Santos Sole Solep (* 1950), osttimoresischer Freiheitskämpfer[16]

Denkmal für den Freiheitskämpfer Felixberto Maria dos Santos
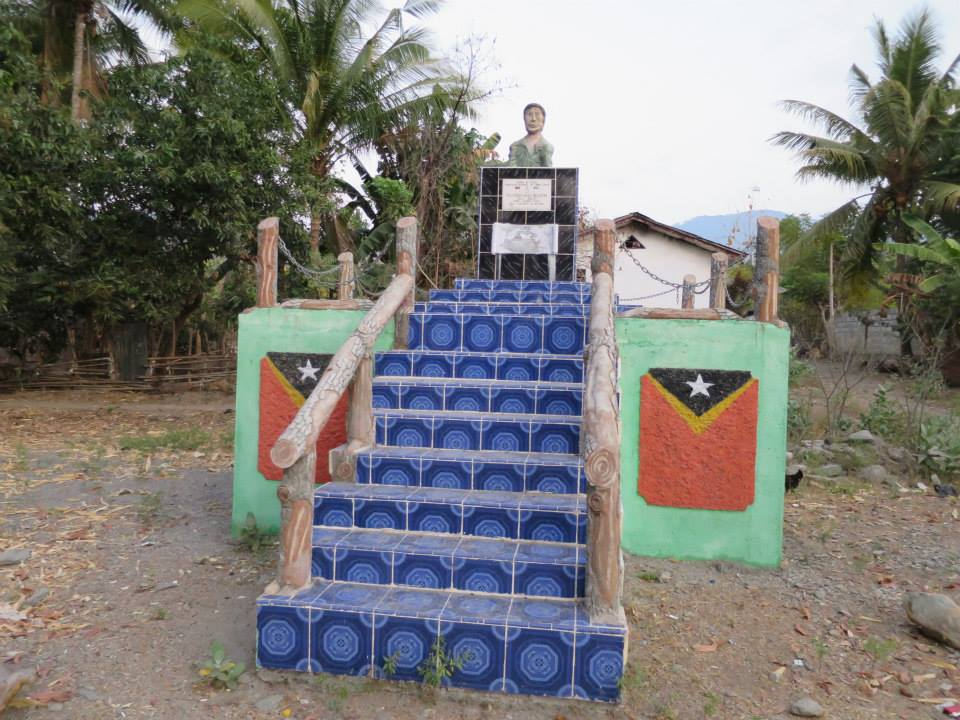
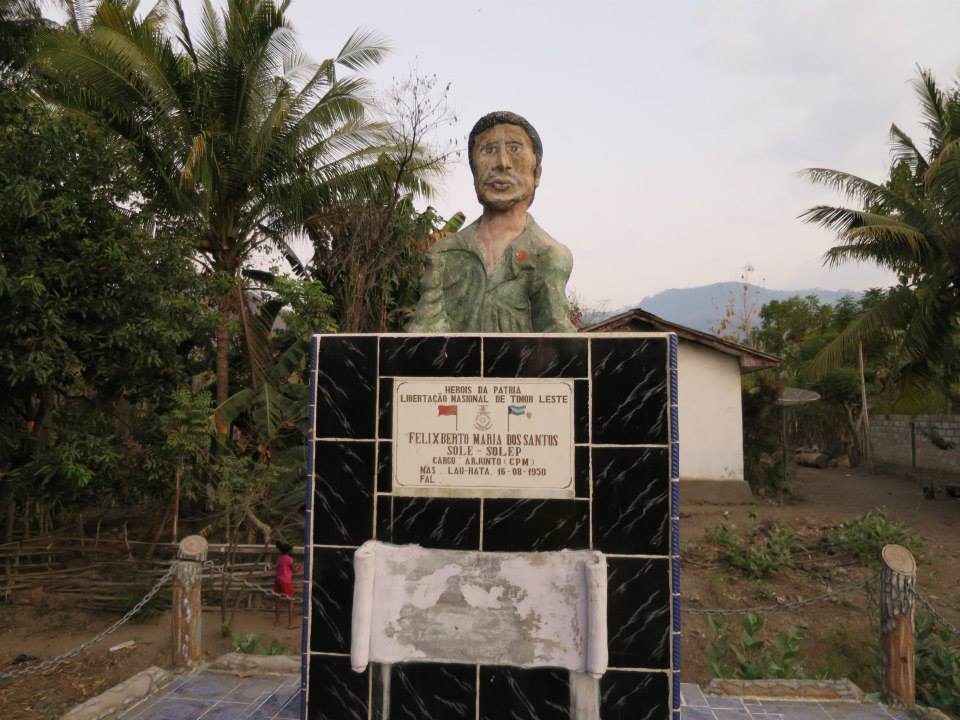
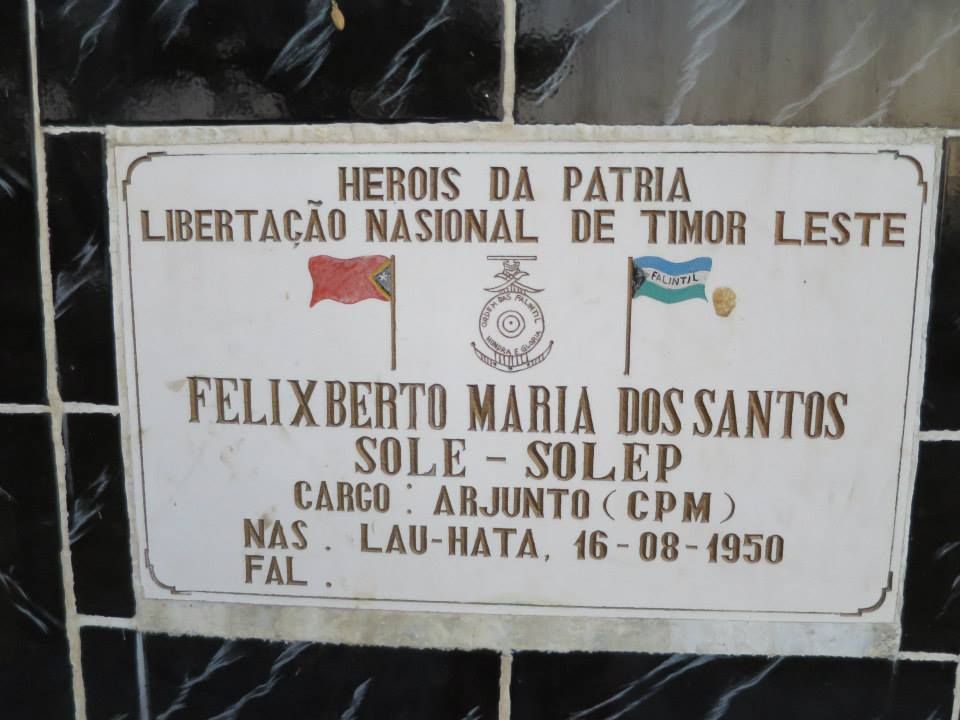